# آئین هندو در افغانستان
آئین هندوگرایی در افغانستان از قرن‌ها پیش تا ورد اسلام به این کشور در افغانستان وجود داشته‌است. آیین هندو در افغانستان برمی‌گردد به عصر ودیک. در آن زمان افغانستان دارای فرهنگ مشترک با هند بود.

## جمعیت و فرهنگ
برطبق آمار سال ۱۳۶۹ شمسی تعداد هندوهای افغانستان نزدیک به ۳۰٬۰۰۰ نفر تخمین زده شده‌است. اکثر هندوها و سیک‌های افغان داری اصلیت پنجابی، سیندی، کابلی و قندهاری هستند. اکثر هندوهای افغان ساکن شهرهای کابل، قندهار و غزنی هستند. لوی جرگه افغانستان ۲ چوک را برای نماینده‌های هندو در این مجلس دارد. متن صفحه.

## فشارها دینی
در زمان حکومت طالبان، علمای دینی فتوای را صادر کردند که بر مبنای آن تمام غیر مسلمان‌های افغان می‌بایست داری یک تکه پارچه زرد روی پیراهن و در جیب خود داشته باشند. این فرمان در ۲۲ مارس توسط مولوی عبدل ولی ار رادیو صدای کابل اعلام شد.
این فرمان سیک‌ها را در بر نمی‌گرفت چون سیک داری توربان مخصوص به خود بودند که می‌شد آن‌ها را به راحت از دیگران شناسایی کرد. زنان در این دوران مجبور به استفاده از چادری همانند دیگر زنان افغان بودند.